# シーン制
シーン制（シーンせい）は、テーブルトークRPG (TRPG) のシステム概念の一つ。シナリオを演劇や映画の脚本のように「シーン（場面）」単位で進行させるためのゲームシステムのことである。
ゲームマスターによる物語の表現が容易になるため、ストーリー描写を重視するタイプのTRPGで多用されている。
この用語は1998年のトーキョーN◎VA The Revolutionの発売以降、その特徴的なシステム概念を説明するために雑誌での紹介記事やサプリメントのコラム記事などで使われ始めるようになった。

## 概要
シーンとは、映画におけるひとつの場面、小説におけるひとつの節のことである

。
例えば、プレイヤーキャラクターが街からダンジョンに移動する場合、シーン制のTRPGでは「街」というシーンと「ダンジョン」というシーンだけで描写され、それまでの道程の描写は距離にかかわらずカットされる
。
もしもそれまでの旅の道程でイベントを起こす必要があるならば、そのイベントが発生した場所のシーンが新たに追加される。
しかし、シナリオ上必要のない旅の風景などは基本的に描写されない。
シーン制のゲームではこのように、ゲームシナリオ上で強い意味を持つ場面（シーン）のみを積み重ねていくことでシナリオが進行していく。
そして、ほとんどのシーン制のゲームではプレイヤーキャラクターの能力管理に、ゲーム内時間とは別にシーン単位の時間が組み込まれている。
例えば、「シーンが切り替わるとヒットポイントが回復したりする」「この魔法は1シーンの間持続する」などである。
これがシーン制でないゲームの場合は「8時間の睡眠でヒットポイントが回復する」「この魔法は10分に間持続する」などと定義されることが多い。
シーン制を用いていないテーブルトークRPG（アドバンスト・ダンジョンズ&ドラゴンズ、ソードワールドなど）のプレイ感覚が、
コンピュータゲームに例えればドラゴンクエストシリーズのようにプレイヤーキャラクターを実際にコントローラでキャラクターを歩かせて目的地まで移動させているようなものなのに対して、
シーン制のテーブルトークRPGのプレイ感覚は、選択肢型アドベンチャーゲームのように移動したい場所を選択すれば瞬時にそこにたどり着くような感覚に近い。

## シーン制TRPGのルールの特徴
シーン制と呼ばれるTRPGにはいくつかのルール的な特徴を持つ。

### 移動の省略
現実世界に住む我々が隣の家を尋ねるのと海を越えて別の国に旅行に行くのでは意味が大きく異なるように、移動にかかる時間が長くなれば費用もかかり経済面が圧迫される。また、移動の手段や移動を行っている地形によっては、何か事故などの不利益なことが起こる可能性も考えられる。
シーン制を採用していないTRPGの多くは、キャラクターが様々な場所を移動することによって起こりうるリスクを表現するために何らかのルールを黎明期から実装してきた。現実世界のことを考えると長距離の移動には短距離の移動よりもリスクがあって当然なのである。キャラクターの移動のリスクの表現のために良く使われていたのが、キャラクターごとに移動速度を設定し、移動した距離から「移動時間」を算出して、その時間が長ければ長いほど危険に出会う確率が増すという考え方である。「野外を徒歩で移動している場合、移動時間が8時間経つごとに六面体サイコロを1個振り、3以下の出目が出れば怪物と遭遇する」などといった具合である（エンカウントの項目も参考）。他にも「キャラクターは一日にパン一枚と水一杯を摂取しない限り、能力値が減少する」などといった形で移動時に食料に関するリスクを持たせるルールも多い。これは、移動距離が長ければ長いほど経済的コストがかかることを表している。また、キャラクターが持てる所持品の数量に限界が設けられているゲームの場合は大量の食料を持ち歩くことはできず、何ヶ月にもわたる旅を行う場合は食料や水の補給できる場所を定期的に立ち寄る必要があるという旅程計画の難しさを移動のリスクとして表現することもできる。
しかしシーン制のTRPGではこの移動のリスクを極端に簡略化して表現している。シーン制のTRPGでは移動のリスクは「キャラクターが到着したい場所を描写したシーンに登場できるかどうか」だけで表現される
。
。
例えば、「六面体サイコロを振って4以上が出れば、あなたは費用や時間を工面して無事にアメリカにたどり着けた」などという形で移動を表現するのである。移動中のリスクを一つ一つ描写してそれを一つ一つプレイヤーキャラクターたちに解決させるというようなことは行われず、ただ到着場所の「シーン」への登場が成功したか失敗したかだけを決定するのである。シーンの登場に成功した場合は「様々な危険があったが、それを無事乗り越えてたどり着いた」として解釈され、シーンの登場に失敗した場合は、いろいろなことがあって行きたい場所にたどり着けなかったと解釈される。シーンへの登場の成否を決定する方法はゲームシステムにより様々で、キャラクターの持つ何らかの能力値を使った行為判定により登場の成否を決定するもの（アルシャード、トーキョーN◎VAなど）、キャラクターが所持している何らかのポイントを消費することでシーンに登場可能となるもの（異能使いなど）、その逆にキャラクターにとってリスクとなるポイントを受け取ることでシーンに登場可能となるもの（ダブルクロスなど）などがある。また、シーンへ登場できるかの成否の決定は完全にゲームマスターの判断のみにゆだねられるものもある（アリアンロッドRPGなど）。行為判定により登場の成否を決定できるものの場合は、行為判定の難易度の設定によってシーンで描写される場所への移動のリスクを可変的に表現することも可能である。
シーン制のゲームでは上記のように移動におけるリスクを表現する処理を極端に簡略化しているのが特徴ではあるが、これは必ずしもプレイヤーキャラクターの移動における「移動時間」や「速度」の概念を排除しているとは限らないことに注意が必要である。シーン制のゲームでもプレイヤーキャラクターごとに移動速度が設定され、ゲーム内での一定時間ごとの移動距離が計算できるものは多い。ただ、それらは主に戦闘シーンなどで用いられる移動速度である。つまり、登場した「シーン」の中での移動は速度や時間で管理されるが、「シーン」から「シーン」への移動については速度や時間を管理しない、という二つの移動概念を持つのである。シーン内での移動に関する距離や速度、時間などを具体的に管理しているシーン制TRPGとしては、スタンダードRPGシステムの諸作品などが代表的である。
また、ダンジョンアドベンチャーに重きを置いたシーン制TRPGであるアリアンロッドRPGやナイトウィザードは、戦闘シーンなどでの移動の厳密化に加えて、「シーン」から「シーン」への移動についてもダンジョンの中と外でルールが異なっている。これらのゲームではダンジョンを「シーン」の集合体として表現している。いわば、ダンジョンの部屋や通路がそれぞれシーンとして扱われるのである。そして、キャラクターがある部屋や通路から扉などをくぐって別の部屋や通路へ移動することでシーン間移動が可能になる。つまり、実際に部屋や通路でつながったシーンにしか移動できず、ダンジョン内での移動に関するプレイ感覚はシーン制でないTRPGに極めて近い。
これらとは逆に、シーン内の移動に関しても距離や速度の概念を簡略化しているゲームも存在する。異界戦記カオスフレアやレジェンド・オブ・フェアリーアースなどがそれで、これらのゲームではシーン内では位置という概念は持つが距離という概念をゲーム的にもたない。プレイヤーキャラクターはシーン内の様々な位置に存在している人や物などに対して接触するための移動を行ことができる。しかし、その時にプレイヤーキャラクターと接触対象物との彼我距離は一切移動のリスクとしては表現されない。例え接触したい相手がはるか上空にいると描写されても、その上空が「シーン内」ならば、1回の移動を宣言するだけでそこにたどり着けるのである。逆に、接触したい相手がすぐそばにいると描写されても、1回の移動を同じように宣言する必要がある。このような距離の徹底的な簡略化は、戦闘においては大規模な戦場を簡単に描写できるということであり（どれだけ遠くに敵がいるような描写がされても、ルール的にはすぐそばにいるのと同じように処理できる）、プレイヤーキャラクターが初期状態から一騎当千の超人であるとして描かれるゲームにおいては、キャラクターイメージを理解させるのに有効に機能する。（ただし、『異界戦記カオスフレア』においては、ＧＭが必要であれば複数回の移動を必要とする移動を表現してよい旨がルールに記述されており、距離の表現を否定しているわけではない。また、実際にそのような処理を記述した公式シナリオなどもリリースされており、シーン内であれば“必ず”移動できるわけではない。念の為）

### 「シーンの外」という概念
シーン制のTRPGの多くは、ゲームマスターによって描写されたシーンに登場していない（もしくは登場に失敗した）キャラクターの状態を定義するルールがある。
「シーンの外」という考え方はシーン制に見られる特徴でもある。シーン制においての「世界」とはシーン描写されたものが全てである。シーンに描かれていない場所は、等しく「世界のどこか」であり重要ではない。そのため、シーンに未登場なキャラクターが海にいるとか山にいるとかいうことは一切考える必要はない。彼らはただ「シーンの外」にいるのである

。
もしも、シーン未登場のキャラクターがそれまでどこにいたかが重要になる場合は、そのシーンが終わってから「シーンに未登場だったキャラクターたちが同じ時間で何をしていたかを表現するシーン」が新しくシーンとして描写される。シーンとして描写されることで初めて場所や時間に意味が持たされるのである。ファーイースト・アミューズメント・リサーチ社のゲームでは、この「シーンの外」の考え方を舞台演劇にならって、舞台裏と呼ぶ。
多くのシーン制のゲームでは「シーンの外」でのみ行えることが定義されることがある。例えば、アルシャードでは休息によるヒットポイントの回復などはシーンの外にいるキャラクターのみが行える、とされている。トーキョーN◎VAでは、マスコミへの情報操作などで相手を社会的に抹殺する「社会戦」と呼ばれる行為は、時間のかかる行為として「シーンの外」でないと行えない場合がある。
ほとんどのシーン制のゲームでは前述した「シーンへの登場」という行為は「シーンの外」からのみ行える行為として定義されている。またこの逆にシーンからの「退場」という行為も存在する。これはシーンから「シーンの外」へと移動する行為であるが、多くのゲームでは退場という行為は通常の物理的な空間移動とは全く異なるものとして考えられ、退場の仕方はルールで処理される。広大な舞台の中で走り回るのではなく、舞台そのものから降りるのが退場なのである。そのシーンの主役とされるキャラクターが定義されていた場合、そのキャラクターが退場した場合シーンそのものが終了する。

### 「戦闘シーン」の概念
シーン制のゲームにおいては、なんらかの敵との戦闘が発生したときに、戦闘の開始から終了までを一つのシーンとして処理することがある。これにより、戦闘が発生している状況とそうでない状況を明確に差別化することが容易となる。
戦闘状況をシーンとして規定することで、例えば、持続時間が存在する魔法などを「Ｘ分間だけ持続する」とするだけでなく「戦闘シーンの間だけ効果をもつ」などとルール上で設定することが可能となる。また、魔法や射撃武器の有効射程においても「Ｘｍまで届く」とするだけでなく「シーン中にいる敵全てを対象にできる」とすることもできる。
移動距離も時間も厳密に管理するゲームであっても、戦闘に関するいくつかの要素をシーン制的に管理するゲームもある。例えばダンジョンズ&ドラゴンズ第4版は移動距離も時間も厳密に管理するが、戦闘やNPCとの交渉などのイベントを「遭遇」と呼ばれる単位でも管理している。キャラクターが使える様々な能力(特に戦闘に関するもの)の使用回数には「遭遇毎に1回」というものがあり、ある戦闘が終了した後の次の戦闘が1分後に行われても1時間後に行われても、前に使った能力を再度使用することができる。また、ダンジョンズ&ドラゴンズ第4版では遭遇終了のたびに5分休息することで「小休憩」と呼ばれる特殊な遭遇を発生させることができ、小休憩の遭遇中はヒットポイント回復の行為を「5分」という時間的な制限を無視して何度でも行うことができる(通常の遭遇だと回復の行為は1ラウンドという時間が消費される)

### シナリオの段階的進行
映画や演劇などの作劇手法においては、ストーリーを作成するさいにまずプロットを考えることが重要視される場合がある。つまり、起承転結や序破急などの構成のことである。
シーン制のゲームは、そのような作劇手法をゲームシステムとして組み込んでいるものもある。例えば、ダブルクロスでは一回のゲームプレイ（セッション）が、「オープニングフェイズ」「リサーチフェイズ」「クライマックスフェイズ」「エンディングフェイズ」の4つの段階に分けられて進行する。そして、各フェイズにおいてシーンが展開されたとき、そのシーンだけで行うゲーム処理というものも発生する。ダブルクロスにおいては具体的には以下のようになる。
- オープニングフェイズ - このフェイズで展開されるシーンは、プレイヤーキャラクターが事件に関係するまでの過程の描写を目的とする。物語における導入部である。
- リサーチフェイズ - このフェイズで展開されるシーンは、事件解決のための調査や冒険、戦闘などを行うことを目的とする。
- クライマックスフェイズ - このフェイズで展開されるシーンは、事件の黒幕（俗に「シナリオのボス」と呼ばれる）との対決を目的とする。
- エンディングフェイズ - このフェイズで展開されるシーンは、事件の結末の描写を目的とする。ダブルクロスの場合はエンディングフェイズ直前に、NPC化の判定が発生する。

このように、シナリオの段階的な進行をゲームシステムに組み込んだゲームは「シナリオフェイズ制」などと呼ばれることもある。

### マスターシーン
シーン制の普及によって確立された演出技法のひとつに「マスターシーン」というものが存在する。これは、通常のシーンがプレイヤーキャラクターを中心として演出されるのに対して、NPCを中心として演出する、ゲームマスター専用のシーンである。具体的には、「ミステリーにおける犯人視点での描写」「スーパー戦隊シリーズにおける悪役の作戦会議」などが挙げられる。従来のTRPGシステムでは、プレイヤーキャラクターを単一の視点で間断なく追い続けるため、このような描写はゲーム本来の流れを遮るかたちで行うしかなかった。しかしシーン制の普及によって、前後のシーンと時間的・空間的に断絶している描写であっても自然に取り入れることが可能になったのである。

## 歴史
テーブルトークRPGはもともと、ミニチュアを使ったウォー・シミュレーションゲームから派生した遊びであるため、元来はプレイヤーキャラクターが現在いる位置を地図上で厳密に扱うゲームであった。地図上のある地点からある地点へキャラクターが移動する際は、キャラクターの単位時間あたり移動力から、その地点にたどり着くのに何分かかるかというのが厳密に計算され、時間がかかることで敵との意図しない遭遇（エンカウント）やイベントが発生するというのが当然であった。これはちょうど、ドラゴンクエストなどのコンピュータRPGで言うフィールドマップの移動にあたる。
ウォー・シミュレーションゲームでは、一つのマップでは一つの戦場のみ扱い、ゲーム中は「戦場のマップの外」を考えない。しかし、プレイヤーの行動に自由度が高いテーブルトークRPGでは、ゲームマスターがマップを準備していない場所にプレイヤーが行くように希望する事も多々あった。コンピュータRPGならともかく、人間が処理するテーブルトークRPGでは事前に舞台となる世界の全ての地図を用意しておくことは不可能に近い
そこで、シナリオにおいて重要となる地域を数箇所だけピックアップし、それぞれの地域に対応するマップだけは用意して、あるマップから別のマップへの移動はルールで扱うことは省略し、「数日の旅程の結果、君たちはAという町からBという町へとたどり着いた」などと口頭の説明のみで済ますという処理が行われていた。これが最も原始的な「シーン制」の運用である。
1998年、アスペクト社（現エンターブレイン社）から『トーキョーN◎VA The Revolution』が発売された。このゲームは「舞台裏」「登場判定」「シナリオのフェイズごとの区分」などの概念をゲームシステムとして本格的に組み込んだ初めてのゲームであり、多くのゲーマーに衝撃を与えた。「シーン制」という言葉はこのゲームから生まれたものであり、用語としてのシーン制の生みの親でもある。『トーキョーN◎VA The Revolution』が提示したシーン制の概念は日本のTRPG市場に大きな影響を与え、これ以降、シーンという概念をゲームシステムに組み込んだタイトルが増産されていくこととなる。特にこれ以降のファーイースト・アミューズメント・リサーチ社のゲームはほとんど全てがシーン制を志向している。

## シーン制のゲームタイトル
- アリアンロッドRPG
- アルシャード
- セブン＝フォートレス
- ダブルクロス
- トーキョーN◎VA
- ナイトウィザード
- ブルーローズ
- 輪廻戦記ゼノスケープ
- サイコロ・フィクションのほとんどのシステム
- ログ・ホライズンTRPG

ここに載せているのは一部であり、これ以外にもシーン単位のゲーム進行をルールシステムによって管理するTRPGは存在する。